# Erzengelkloster (Prizren)

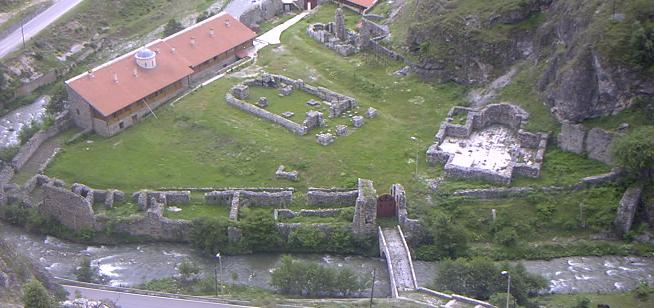
Luftbildaufnahme vom Kloster im Jahr 2002 vor der Zerstörung

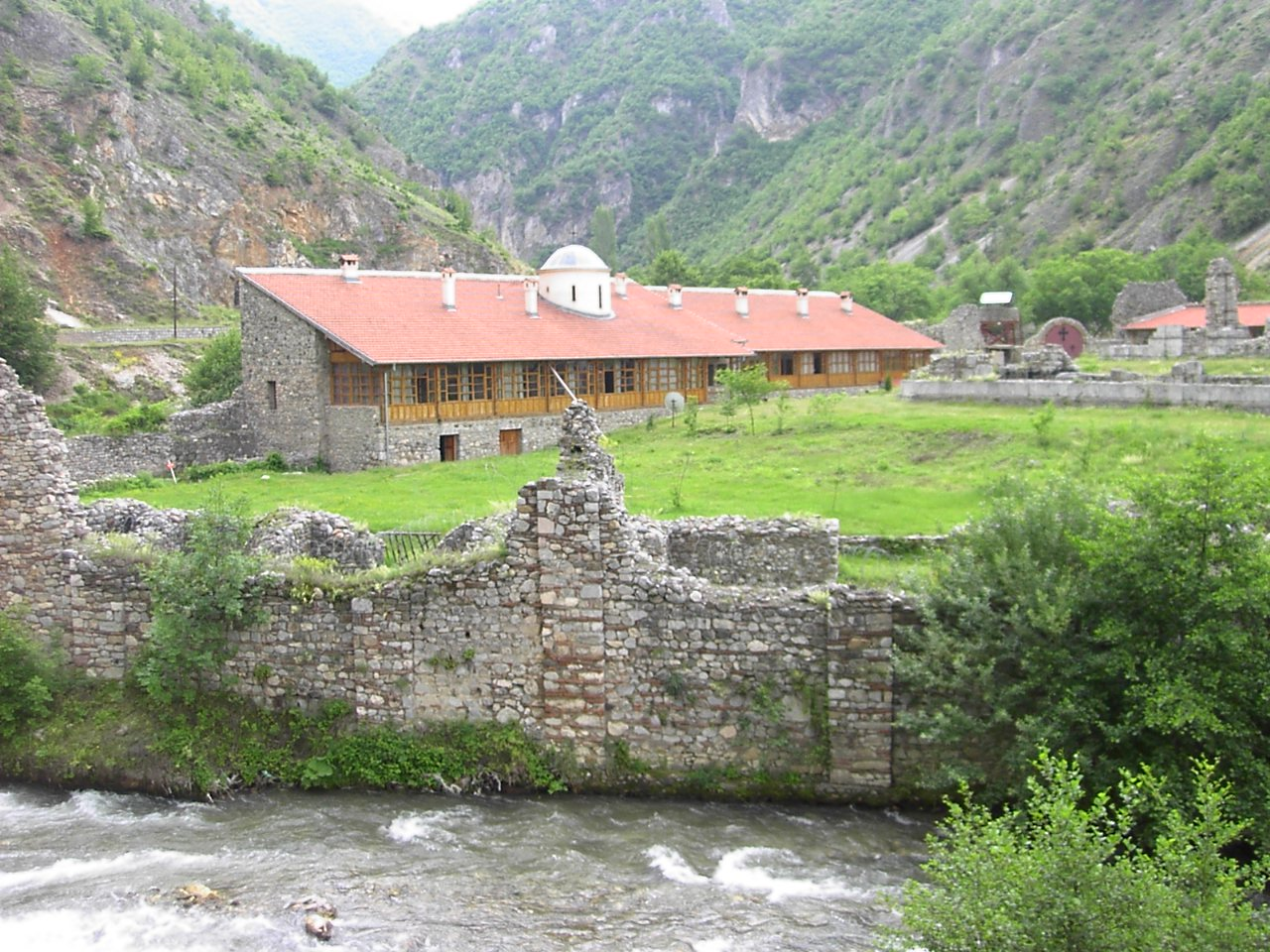
Wohnhaus der Mönche (2002)

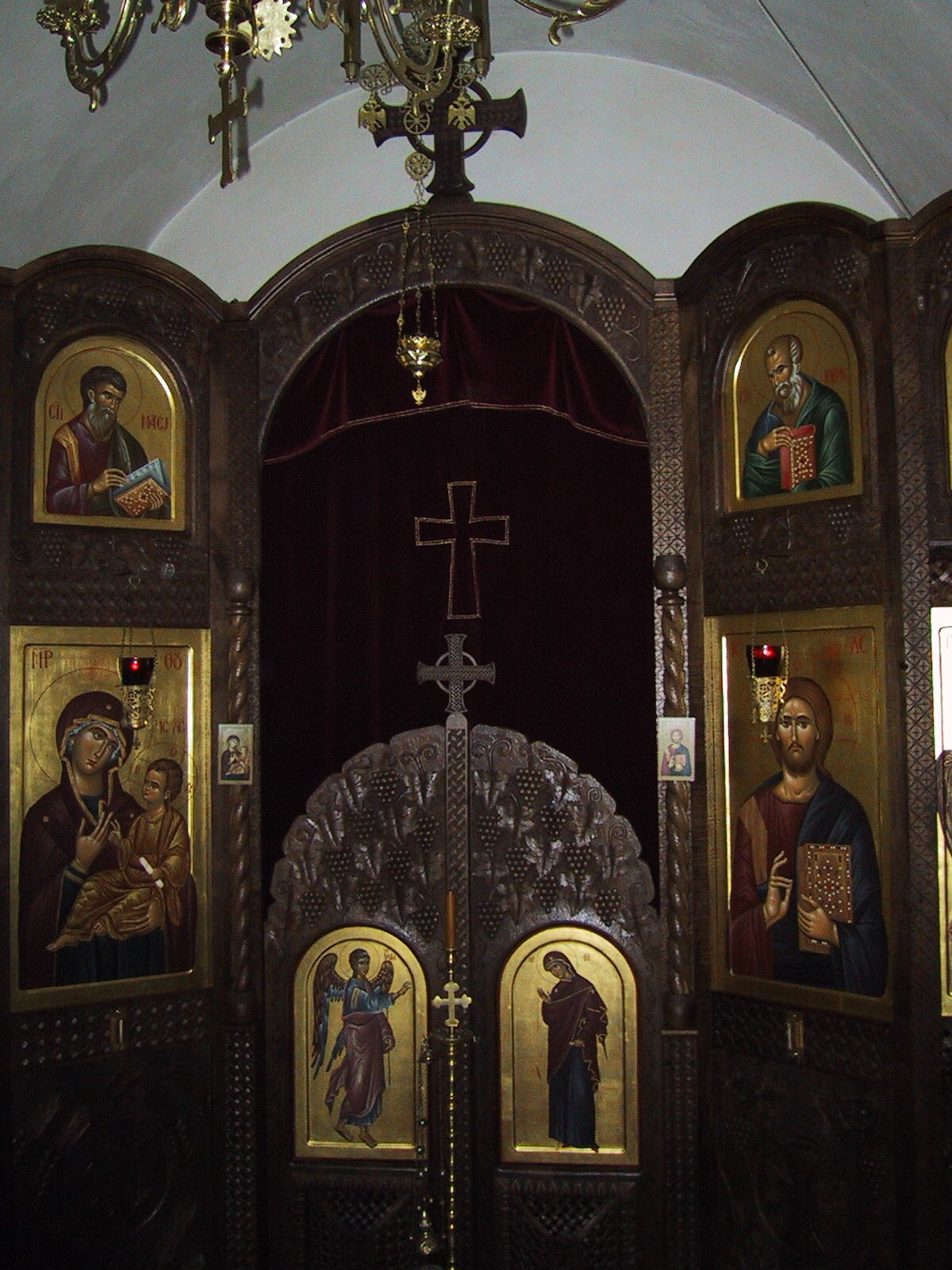
Serbisch-orthodoxer Altar im Kloster (2002)

Das Erzengelkloster (serbisch Манастир Свети Арханђели Manastir Sveti Arhanđeli, albanisch Manastiri i Kryeengjëjve të Shenjtë) ist eine Klosteranlage der serbisch-orthodoxen Kirche bei Prizren (Kosovo). Das Kloster war die Grablage des serbischen Zaren Stefan Dušan und für die Entwicklung der serbischen Architektur in der zweiten Hälfte des 14. Jahrhunderts und ersten Hälfte des 15. Jahrhunderts ausschlaggebend. Die Hauptkirche des den Heiligen Erzengeln Michael und Gabriel geweihten Klosters war neben dem Kloster Visoki Dečani das größte Gotteshaus im Serbien des Mittelalters sowie eines der größten spätmittelalterlichen Kirchengebäude der Balkanhalbinsel. Das Kloster wurde am 17. und 18. März 2004 durch radikale Albaner aus Prizren niedergebrannt.

## Lage
Die Anlage befindet sich im Tal der Prizrenska Bistrica (Bistrica e Prizrenit) östlich von Prizren im Süden des Kosovo. Südlich des Tales erhebt sich das stark bewaldete Šar-Planina-Massiv mit Bergen, die über 2000 m hoch sind und so eine natürliche Grenze zwischen dem Kosovo und Nordmazedonien darstellen. Der Talausgang wurde durch die vom serbischen Zaren Dušan im 14. Jahrhundert erbaute Festung gesichert (Dušanov Grad), die sich oberhalb des Erzengelklosters befindet. Auch die in byzantinischer Zeit erstmals errichtete Kalaja-Festung oberhalb der Stadt Prizren diente der Abriegelung des Talausganges, unter der osmanischen Besatzung diente sie bis Ende des 19. Jahrhunderts als Garnison und Verteidigungsanlage oberhalb der Stadt.

## Geschichte

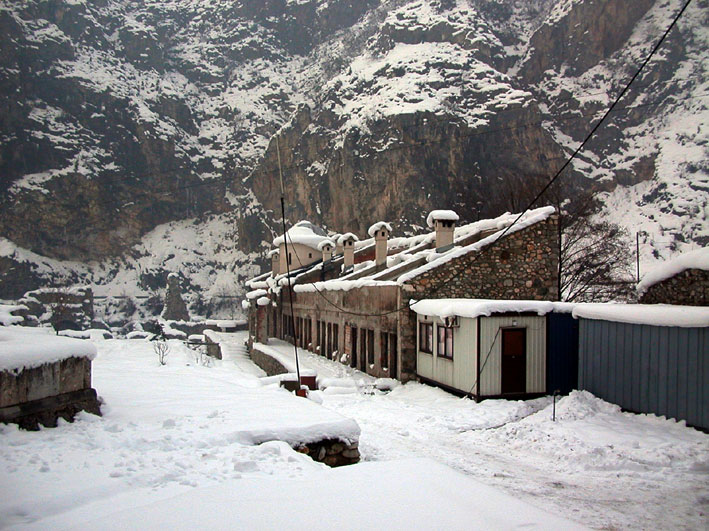
Behelfscontainer vor den im März 2004 niedergebrannten Wohngebäuden

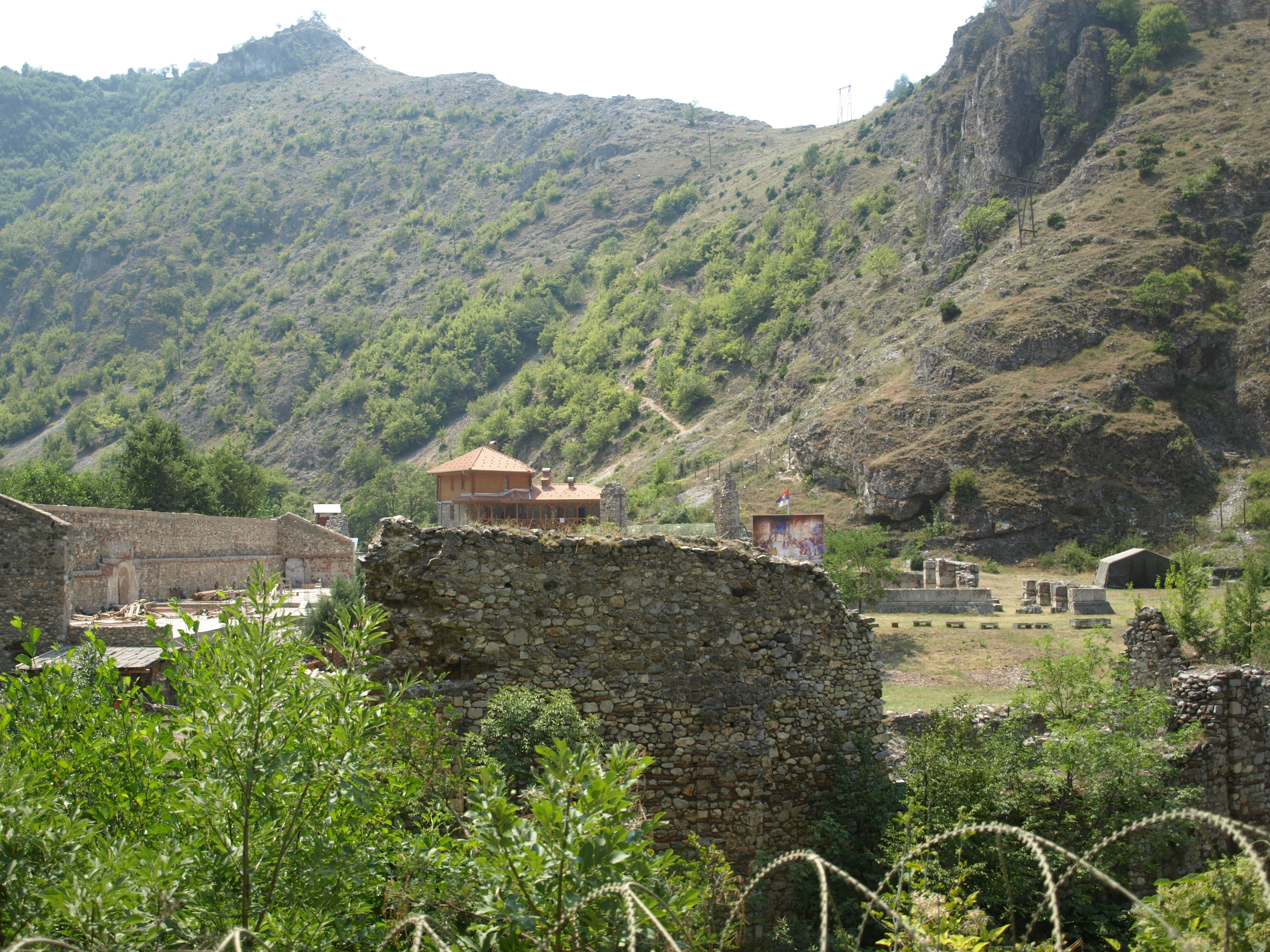
Ruinen des Klosters im Jahr 2008

Die Klosteranlage, die den Erzengeln Michael und Gabriel geweiht wurden, wurde von 1348 bis 1352 erbaut, zur Hochzeit des serbischen mittelalterlichen Reiches unter Stefan Uroš IV. Dušan.
Zur Klosteranlage gehörten zwei im Stil der Raška-Schule erbaute Kirchen: die Erzengel- und die Nikolauskirche.
Ähnliche Anlagen befinden sich in Visoki Dečani und Gračanica. Die Erzengelkirche diente als Grablege des serbischen Zaren Stefan Uroš IV. Dušan, dessen Grabplatte innerhalb der Ruine erhalten ist und für die Serben symbolische Bedeutung hat. Die Verlegung der sterblichen Überreste des Zaren nach Belgrad erfolgte 1965. Die Erzengelkirche verfügte über eines der schönsten Bodenmosaike aller Klosterkirchen Südosteuropas, welches stilistisch dem Kosmatenstil sehr nahekam. Ein westlicher Einfluss zeigte sich auch am Grabmal Dušans, dass eine Grabfigur Dušans aufwies und einmalig für die damalige serbische und orthodox-christliche Kunst war. Der Haupteingang befand sich im Westteil der Klosteranlage. Die dazugehörige Brücke wurde in unseren Tagen restauriert. Weiterhin befand sich dort das Refektorium und ein Wohngebäude, die in den glanzvollsten Zeiten des Klosters bis zu 250 Mönche beherbergte. Zum Kloster gehörten ebenso eine Bibliothek, eine Krankenstation und die Unterkunftsbereiche für die Mönche. Bei dem im südwestlichen Teil liegenden Speisesaal gab es den sogenannten Kaiserplatz. Dieser Platz war nur dem serbischen Zaren vorbehalten, denn die Klöster dienten als Pfalzen und waren unerlässlich für ein wirksames Regieren des Serbenreiches.
1455 wurde die Anlage im Zuge der osmanischen Expansion in Europa unter der Herrschaft des Sultans Mehmet II. Fatih durch die Osmanen zerstört. Die übrig gebliebenen Steine wurden 1615 zum Bau der Sinan-Pascha-Moschee im fünf Kilometer entfernten Prizren verwendet.
Erst 1927 entdeckten serbische Archäologen die verschlammten Überreste des Klosters wieder, auch wenn die Erinnerung an das Kloster in der Talbevölkerung immer lebendig war.
In den 1960er Jahren baute die jugoslawische Armee den östlichen Teil aus und verwendete den bei den Märzunruhen 2004 zerstörten Block als Schulungszentrum für höhere Offiziere.

## Gegenwart
Von 1998 bis zum 17. März 2004 lebten dort sieben serbisch-orthodoxe Mönche und Novizen, die vom Patriarchen von Belgrad dorthin entsandt wurden. Im östlichen Teil der Anlage waren neue Wohn- und Wirtschaftsgebäude, im westlichen Teil eine Werkstatt für Holzarbeiten erbaut worden. Die dort lebenden Mönche bestritten ihren Lebensunterhalt aus den Einnahmen, die sie mit ihren Holzarbeiten erzielten und aus Spendengeldern. Im Zuge der kosovo-albanischen Ausschreitungen vom 17. und 18. März 2004 wurde das durch UNMIK bewachte Kloster durch radikale Albaner aus Prizren niedergebrannt; die Mönche wurden vertrieben. Einige Wochen später kehrten die Mönche zurück und standen seither wieder unter dem verstärkten Schutz der NATO-KFOR-Truppen. Völlig neue Unterkünfte für die Mönche wurden durch die internationale Gemeinschaft errichtet.
Am 10. Mai 2011 wurde die Verantwortung der Sicherung des Erzengelklosters von KFOR der Kosovo Police übergeben.

## Architektur
An der Erzengel-Michael-Kirche taucht an einer serbischen Kirche auch zum ersten Mal eine Rosette als Fassadenelement auf. Mit den dazu auch hier erstmals genutzten durchgehenden Stufenbändern als rhythmischer Akzentuierung der Fassade und der reichen Bauplastik bildeten diese charakteristischen Elemente in der späteren Morava-Schule einen neuen Stil. Als Spätblüte der byzantinischen Architektur ging dieser von der architektonischen Neuerungen im Erzengelkloster aus und wurde in der von Fürst Lazar der Michaelskirche verpflichtenden Grablage Ravanica sowie der dem Bauschema der Nikolauskirche im Erzengelkloster nachgebildeten Hofkirche Lazars, Lazarica auch weitergeführt.